# Paperback Writer
〈Paperback Writer〉는 폴 매카트니와 존 레논이 쓴 영국의 록 밴드 비틀즈의 1966년도 노래다. 이들의 11번째 싱글의 A면에 담겨 출시되었다. 그리고 싱글은 미국, 영국, 아일랜드, 서독, 호주, 뉴질랜드, 노르웨이에서 1위에 올랐다. 미국 빌보드 100에서는 이어지지 않는 두 주간 1위에 올랐고, 프랭크 시나트라의 〈Strangers in the Night〉에 가로막혔다.
〈Paperback Writer〉는 비틀즈가 1966년 마지막 투어 때 부른 마지막 최신 곡이었다.

## 영감과 가사
디즈크 자키 지미 새빌에 의하면 매카트니는 자신의 이모가 부탁한 "사랑과 관련없는 싱글을 써달라"는 요청에 응하는 의미로 〈Paperback Writer〉를 썼다. 새빌은 "그 생각이 머리에 계속 머물렀을 테고, 그는 방을 이리저리 맴돌다 링고가 책을 읽고 있는 것을 발견했습니다. 그는 얼핏 보더니 자신이 책에 대한 곡을 쓰겠다고 말했어요."라고 회상했다. 매카트니는 2007년 인터뷰에서 자신이, 아마 마틴 애미스였을 수 있는 《데일리 메일》의 기사를 읽고 영감을 받았다고 말했다. 《데일리 메일》은 레논의 애독지였고, 레논과 매카트니가 작곡을 하던 때 레논의 웨이브리지 집에 신문이 있었다.
사랑이라는 주제와는 별개로, 매카트니는 단적이고 고정된 코드로 구성된 멜로디의 노래를 구상했다. "존과 전 'Long Tall Sally.'처럼 단 하나의 음으로 된 노래를 쓰고 싶었어요. 우린 'The Word.'에서 거의 근접했죠." 매카트니는 절 구간에서 G 코드로 끝까지 가지 않고 C에 멈추게 되었다며, 〈Paperback Writer〉의 이러한 목적을 거의 실패할 뻔 했다고 술회했다. 1972년에 《히트 파라더》에서 레논은 〈Paperback Writer〉가 매카트의 주도로 쓰였다고 말했다. "전 가사 몇 군데를 도울 수 있겠다고 생각했어요. 그리고 그렇게 했죠. 근데 폴의 음악이 대부분을 차지해요." 이어 1980년 《플레이보이》 인터뷰에서는 "''Paperback Writer'는 Day Tripper'의 자식이지만 폴의 노래"라고 말했다.

## 녹음
비틀즈는 곡을 런던의 EMI 스튜디오에서 1966년 4월의 13일과 14일에 녹음했다. 〈Paperback Writer〉는 증폭되는 베이스 기타 사운드가 도처에 깔려있다는 점이 특징으로, 이는 존 레논이 왜 윌슨 피켓의 음반보다 비틀즈 음반에는 베이스 음이 크게 적냐고 따진 데에서 다소 기인한다. 《더 컴플리트 비틀즈 레코딩 세션》에서 비틀즈의 엔지니어 제프 에머릭은 "〈Paperback Writer〉는 베이스 사운드가 처음으로 품고있던 끼를 전부 발산한 때"라고 말했다. "폴은 다른 베이스인 리켄배커를 연주했어요. 그러고 나서 우리는 마이크로폰 같은 스피커를 이용해 더욱 소리를 증폭했죠. 베이스 스피커가 정중앙에 오도록 배치했고, 진동판을 두 번째 스피커로 옮겨 전류를 발생시키도록 했습니다." 거기서 더 나아가, 매카트니는 이전 트랙보다 더욱 선율적이고 빠른 연주를 했다.
매카트니에 따르면 트랙의 하모니 보컬은 녹음 세션에서 편곡되었다. 비틀즈의 프로듀서 조지 마틴은 후일 이렇게 말했다. "곡이 형성되는 방식과 느릿한 백 보컬에 있는 대위법은 이전까지 누구도 해 본 적이 없는 것이었습니다." 세 번째 절에 걸쳐 있는 백 보컬에서 레논과 조지 해리슨은 프랑스의 동요 〈Frère Jacques〉의 제목을 불렀다. 에머릭은 〈Paperback Writer〉/〈Rain〉 싱글에 EMI의 부서가 고안하고 마스터링 작업에 사용된 새로운 기계 "Automatic Transient Overload Control"을 도입해 당시의 어떤 비틀즈 음반보다 큰 음향을 담았다고 밝혔다.

## 홍보
영국에서는 비틀즈가 날고기와 잘려진 아기 인형을 주위에 얹은 사진을 이용해 홍보되었고, 이 사진은 잠시 뒤에 발표되는 《Yesterday and Today》에서 사용되어 "정육점 커버"로 알려지게 된다.
마이클 린드세이호그가 총 네 편의 홍보 영상을 연출했고 1966년 5월 19일과 20일 촬영을 했다. 첫 날에는 EMI 스튜디오에서 《에드 설리번 쇼》에 방송하기 위한 컬러 공연을 촬영했고 이는 6월 5일 전파를 탔다. 두 번째는 영국 텔레비전의 송출을 위해 찍은 흑백 영상이다. 후자는 6월 5일과 25일에 각각 《레디 스테디 고!》와 《생크 유어 러키 스타스》에 차례로 방송되었다.
5월 20일에는 웨스트런던의 치스윅 하우스에서 또다른 컬러 영화를 제작했다. 비틀즈는 노래에 립싱크를 하고 하우스의 온실 곳곳을 누비고 있다. 영상은 BBC-TV의 《탑 오브 더 팝스》에서 6월 2일 흑백으로 초연되었다. 5월 20일의 홍보 영상은 비틀즈의 2015년도 영상 컴필레이션 음반 《1》에, 그리고 5월 19일과 5월 20일의 영화는 세 개 디스크 구성의 컴필레이션 《1+》에 수록되었다.

## 참여 인원
누가 〈Paperback Writer〉에서 연주를 했냐에 대해서는 의견이 엇갈리고 있다. 1990년 7월호, 2005년 11월호 《기타 플레이어》지에서 매카트니는 자신이 에피폰 카지노 기타를 사용해 노래의 도입부 리프를 연주했고, 녹음 세션에서 찍은 사진이 이를 방증한다고 말했다. 《머릿속 혁명》 2005년판에서 이언 맥도널드는 해리슨이 리드 기타리스트를, 한편 키네스 워맥은 매카트니 혼자서 베이스와 리드 보컬을 맡았다고 기록했다. 로버트 로드리게즈와 월터 에버렛 둘 모두 매카트니를 메인 기타 리프 연주자로, 그리고 해리슨이 초기 리듬 구간을 리드 기타로 채웠다고 기록했다.
아래는 로드리게즈 제공.
- 폴 매카트니 – 리드 보컬, 리드 기타, 베이스
- 존 레논 – 백 보컬, 탬버린
- 조지 해리슨 – 백 보컬, 리듬 기타, 리드 기타
- 링고 스타 – 드럼

## 발표
| 국가 | 제목 |
| ---- | --- |
| 미국 | 〈Paperback Writer〉 b/w 〈Rain〉 - 레이블: 캐피틀 5651 - 출시일: 30 May 1966 - 형태: 싱글                      |
| 영국 | 〈Paperback Writer〉 b/w 〈Rain〉 - 레이블: 팔로폰 R 5452 - 출시일: 1966년 6월 10일 - 형태: 싱글                |
| 영국 | 《A Collection of Beatles Oldies ... but Goldies》 - 레이블: 팔로폰 R 5452 - 출시일: 1966년 12월 9일 - 형태: LP |
| 미국 | 《Hey Jude》 - 레이블: 애플 SW-385 - 출시일: 1970년 2월 26일 - 형태: LP                                         |

〈Paperback Writer〉는 추후 《1962–1966》 (1973), 싱글 (1976), 《Past Masters, Volume Two》 (1988), 《1》 (2000)에 수록돼 재발표되었다. 싱글은 2010년 레코드 스토어 데이의 일환으로 재출시되었다.

## 차트 및 판매량
| 차트 (1966)                      | 최고 순위 |
| -------------------------------- | --------- |
| 호주 (켄트 뮤직 리포트)          | 1         |
| 오스트리아 (Ö3 오스트리아 탑 40) | 4         |
| 벨기에 (울트라탑 50 플랑드르)    | 7         |
| 캐나다 탑 싱글 (RPM)             | 1         |
| 아일랜드 (IRMA)                  | 1         |
| 네덜란드 (싱글 톱 100)           | 1         |
| 노르웨이 (VG-리스타)             | 1         |
| 영국 싱글 (오피셜 차트 컴퍼니)   | 1         |
| 미국 빌보드 핫 100               | 1         |
| 미국 캐쉬박스 톱 100             | 1         |
| 서독 미디어 컨트롤 싱글 차트     | 1         |

| 국가                       | 인증 | 판매량/출하량 |
| -------------------------- | ---- | ------------- |
| 미국 (RIAA)                | 골드 | 1,000,000^    |
| ^출하량을 기반으로 한 인증 |      |               |

## 참고 문헌
- Aldridge, Alan, 편집. (1990). 《The Beatles Illustrated Lyrics》. Boston: Houghton Mifflin / Seymour Lawrence. ISBN 0-395-59426-X.
- Ayoub, Chuck (2008). “Paperback Writer Lyrics”. 2008년 3월 3일에 원본 문서에서 보존된 문서. 2008년 3월 5일에 확인함.
- Colapinto, John (2007년 6월 4일). “When I'm Sixty-Four”. 《The New Yorker》. 2012년 2월 24일에 확인함.(구독 필요)
- Emerick, Geoff (2006). 《Here, There and Everywhere: My Life Recording the Music of The Beatles》. New York: Gotham (Penguin). ISBN 978-1-59240-269-4.
- Everett, Walter (1999). 《The Beatles as Musicians: Revolver Through the Anthology》. New York, NY: Oxford University Press. ISBN 0-19-512941-5.
- Fontenot, Robert (2008). “Paperback Writer”. 《About.com》. 2016년 3월 4일에 원본 문서에서 보존된 문서. 2008년 3월 8일에 확인함.
- Lewisohn, Mark (1988). 《The Beatles Recording Sessions》. New York: Harmony Books. ISBN 0-517-57066-1.
- MacDonald, Ian (2005). 《Revolution in the Head: The Beatles' Records and the Sixties》 Seco Revis판. London: Pimlico (Rand). ISBN 1-84413-828-3.
- Pollack, Alan (1993년 12월 22일). “Notes on "Paperback Writer" and "Rain"”. 《Notes On ... Series》.
- Rodriguez, Robert (2012). 《Revolver: How the Beatles Reimagined Rock 'n' Roll》. Milwaukee, WI: Backbeat Books. ISBN 978-1-61713-009-0.
- Sheff, David (2000). 《All We Are Saying》. St Martin's Griffin. ISBN 0-312-25464-4.
- “Paperback Writer”. 《The Beatles Bible》. 2008. 2008년 10월 11일에 확인함.
- Turner, Steve (2005). 《A Hard Day's Write: The Stories Behind Every Beatles Song》 3판. New York: Harper Paperbacks. ISBN 0-06-084409-4.
- Womack, Kenneth (2014). 《The Beatles Encyclopedia: Everything Fab Four》. Santa Barbara, CA: ABC-CLIO. ISBN 978-0-313-39171-2.

| 이전 프랭크 시나트라의 〈Strangers in the Night〉 | 영국 1위 싱글 1966년 6월 23일–30일                    | 이후 킹크스의 〈Sunny Afternoon〉                 |
| 이전 롤링 스톤스의 〈Paint It, Black〉            | 빌보드 핫 100 1위 싱글 1966년 6월 25일 1966년 7월 9일 | 이후 프랭크 시나트라의 〈Strangers in the Night〉 |